# Henry Forder
Henry George Forder (* 27. September 1889 in Shotesham All Saints bei Norwich, England; † 21. September 1981 in Auckland, Neuseeland) war ein neuseeländischer Mathematiker.

## Leben
Forder war der Sohn eines Schmieds, besuchte die Paston Grammar School und studierte mit Stipendien an der Universität Cambridge (Sidney Sussex College) und schloss bei den Tripos-Prüfungen 1908/09 als Wrangler 1. Klasse ab. Nach dem Abschluss wurde er Mathematiklehrer in Oldham, Cardiff, London und Hull. 1921 heiratete er. 1927 veröffentlichte er ein Buch mit einer modernen Darstellung der euklidischen Geometrie. 1933 bewarb er sich um den Lehrstuhl der Universität Auckland in Neuseeland, wo er die Mathematikfakultät aufbaute und 1955 emeritiert wurde.
Er ist vor allem für seine Geometrie-Bücher bekannt. In seinem Calculus of Extensions von 1941 (das teilweise auf Unterlagen von Robert William Genese beruhte) erläuterte er die Ausdehnungslehre von Hermann Graßmann.
1947 wurde er Fellow der Royal Society of New Zealand und 1959 wurde er Ehrendoktor der University of Auckland.

## Schriften
- The Foundations of Euclidean Geometry  1927, Dover 1958
- A School Geometry 1930
- Higher Course Geometry 1931
- The Calculus of Extension 1941
- Geometry 1950
- Coordinates in Geometry 1953.